# Wu-Tang Clan
Wu-Tang Clan (izgovor: /ˈwuːtæŋ/) je američki hip-hop sastav iz New York Cityja, New Yorka, Sjedinjenih Američkih Država. Sastav je osnovan 1992. godine od strane devet repera. Osnivači su RZA, GZA, Method Man, Raekwon, Ghostface Killah, Inspectah Deck, U-God, Masta Killa i Ol' Dirty Bastard. Sastav je osnovan u četvrti Staten Island (U-God, Method Man, RZA, Ghostface Killah, Raekwon), te su neki članovi iz Brooklyna (Ol' Dirty Bastard, GZA, Masta Killa).

## članovi
- RZA
- GZA
- Ol' Dirty Bastard
- Method Man
- Raekwon
- Ghostface Killah
- Inspectah Deck
- U-God
- Masta Killa
- Cappadonna

## Wu-Tang Clan affiliates
- 2 On Da Road
- 4th Disciple
- 60 Second Assassin
- 9th Prince
- B-Nasty
- Beretta 9
- Black Knights
- Blue Raspberry
- Bronze Nazareth
- Brooklyn Zu
- Cappadonna
- Cilvaringz
- Division
- Dreddy Krueger
- DJ Symphony
- Gravediggaz
- Hell Razah
- Islord
- Jamie Sommers
- Killarmy
- Killa Sin
- Killah Priest
- La The Darkman
- Lord Superb
- Mathematics
- Northstar
- P.R. Terrorist
- Popa Wu
- Royal Fam
- Streetlife
- Suga Bang Bang
- Solomon Childs
- Sunz Of Man
- Prodigal Sunn
- ShoGun Assassin
- Shyheim
- Tekitha
- Timbo King
- Trife
- True Master
- Wu-Syndicate
- Wu-Tang Killa Beez

## Diskografija

### Studijski albumi
- Enter the Wu-Tang (36 Chambers) (1993.)
- Wu-Tang Forever (1997.)
- The W (2000.)
- Iron Flag (2001.)
- 8 Diagrams (2007.)
- A Better Tomorrow (2014.)

## Vanjske poveznice
- Diskografija Wu-Tang Clana
- Službena stranica Wu-Tang Clana
- Wu-Tang Fan Community Portal and Wu Gallery  Arhivirana inačica izvorne stranice od 29. rujna 2007. (Wayback Machine)